# (38771) 2000 RP9
2000 RP9 (asteroide 38771) é um asteroide da cintura principal. Possui uma excentricidade de 0.20324090 e uma inclinação de 3.43913º.
Este asteroide foi descoberto no dia 1 de setembro de 2000 por LINEAR em Socorro.